# Bisbee (Arizona)
Pour les articles homonymes, voir Bisbee.
Bisbee est une ville des États-Unis, siège du comté de Cochise, en Arizona.

## Histoire
En 1875, un prospecteur du nom de Hugh Jones visita la région, à la recherche de gisements d'argent, mais ne trouva que du minerai de cuivre, qui intéressa deux ans plus tard un éclaireur de la cavalerie américaine, John Dunn, mais un autre prospecteur, George Warren profita de son absence pour raisons militaires, puis perdit sa concession au jeu. Dès 1878, le minerai était si riche qu'il était expédié à Benson pour prendre le train à destination de la Pennsylvanie.
La ville a été appelée en l'honneur du juge de San Francisco DeWitt Bisbee, qui apporta son appui financier à la mine de cuivre adjacente. Sa population est très vite montée en flèche pour atteindre 9 019 habitants, sans compter une constellation de banlieues du nom de Warren, Lowell, et San Jose, dont certaines avaient été fondées sur le site de leurs propres mines. 
La petite agglomération située en plein désert de l'Arizona atteint un pic de 35 000 habitants.
La société minière Phelps Dodge Corporation s'était installée en 1880 dans la mine de Morenci, tout proche de Clifton, autre ville-champignon de l'Arizona, en concurrence avec sa future filiale l'Arizona Copper Company, et envoya en 1881 son ingénieur James Douglas à Bisbee.
Le 12 juillet 1917, une partie de la population est expulsée par un groupe de « vigilants » armés à Bisbee lors d'une déportation illégale (dite déportation de Bisbee).
Avec l'épuisement du gisement, l'exode résultant du licenciement des employés de mine a failli faire disparaître la ville. Mais son statut de siège du comté lui permit de reprendre le dessus. Le climat attractif et le paysage pittoresque ont permis la renaissance de Bisbee en tant que « colonie des artistes », également appréciée pour son architecture originale, malgré le terrain accidenté de la ville.

La ville est également à l'honneur dans le film de James Mangold 3 h 10 pour Yuma, sorti en 2007.

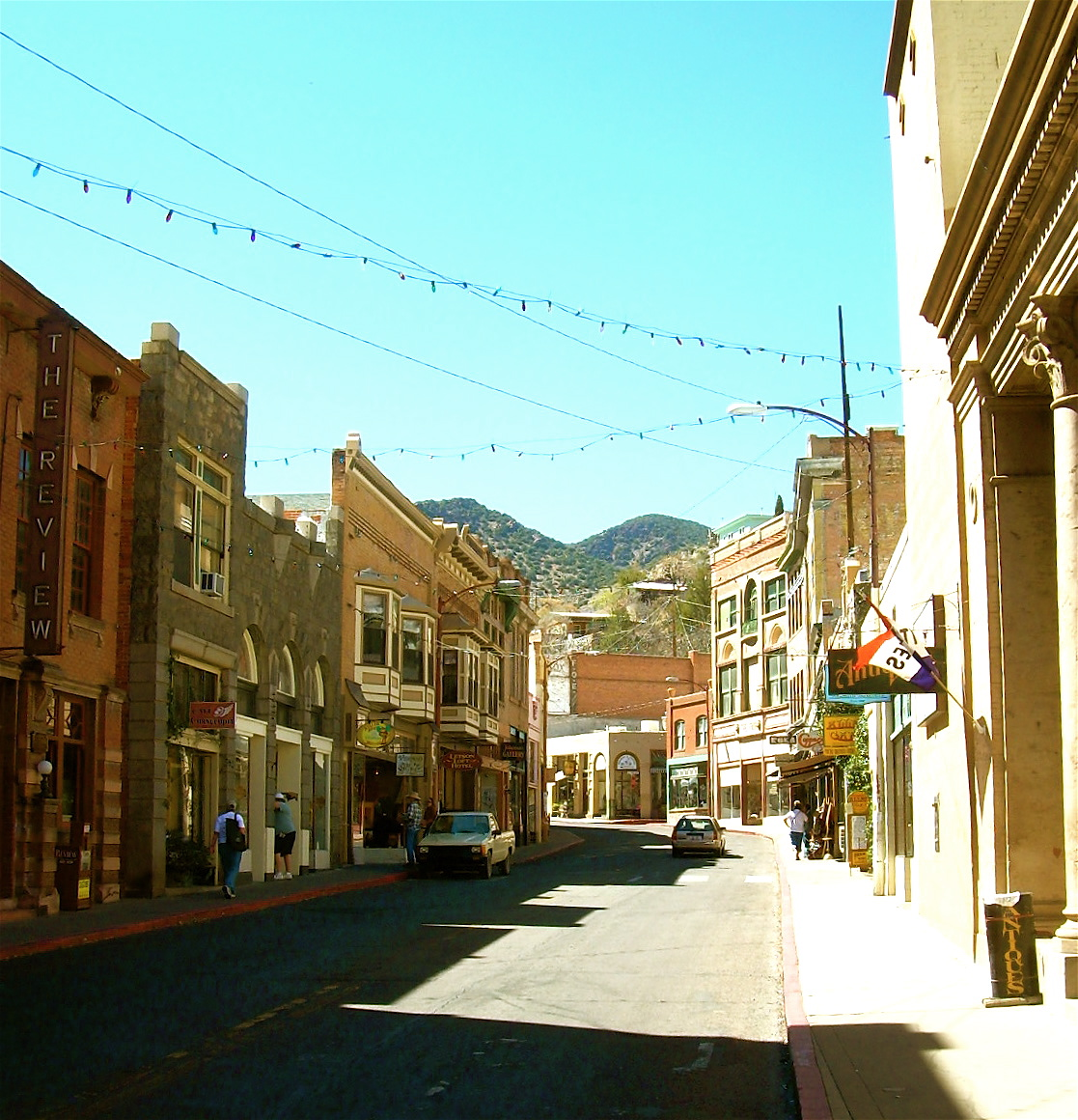
Main Street
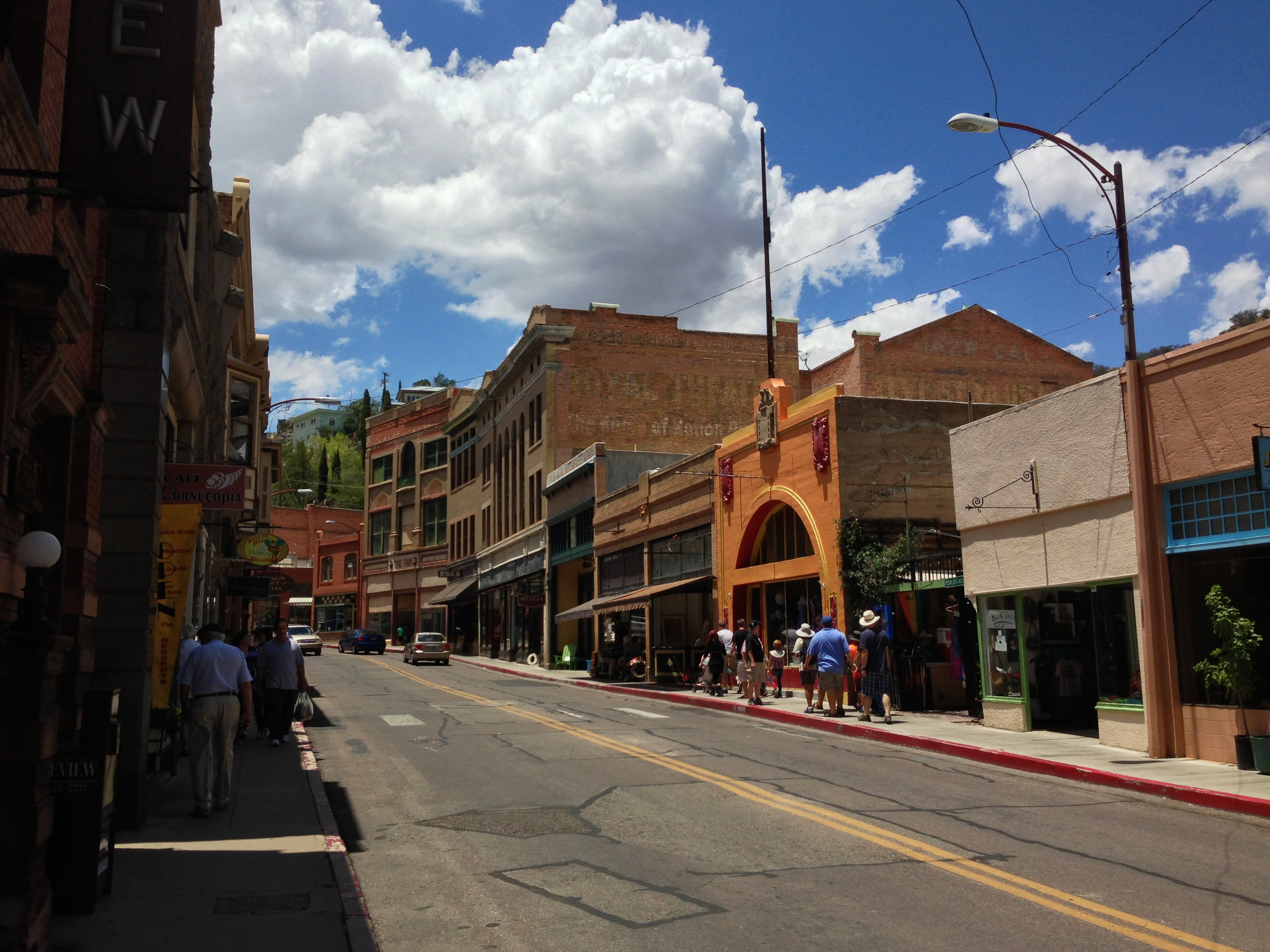
Uptown
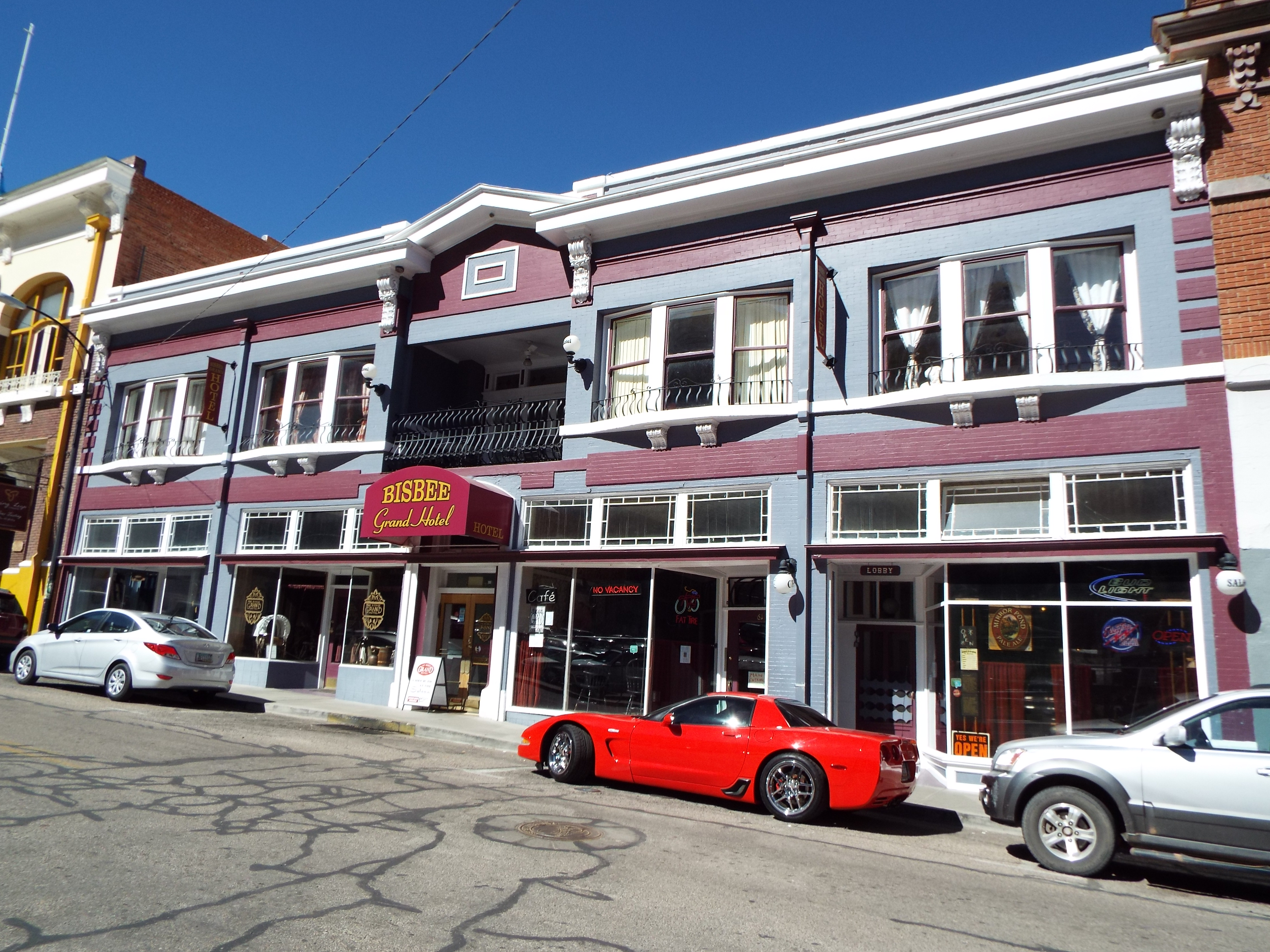
Grand Hotel (1906)
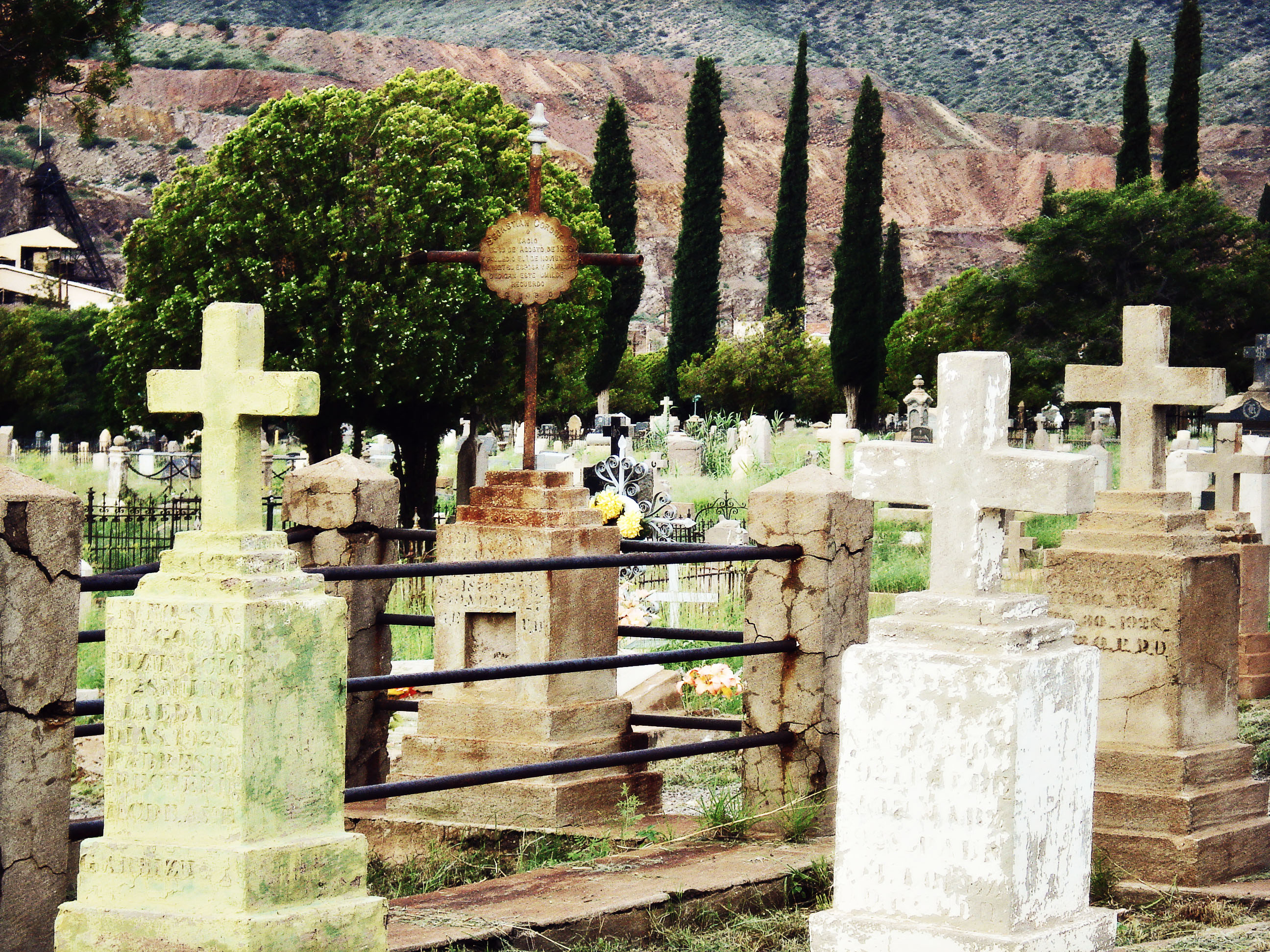
Evergreen Cemetery
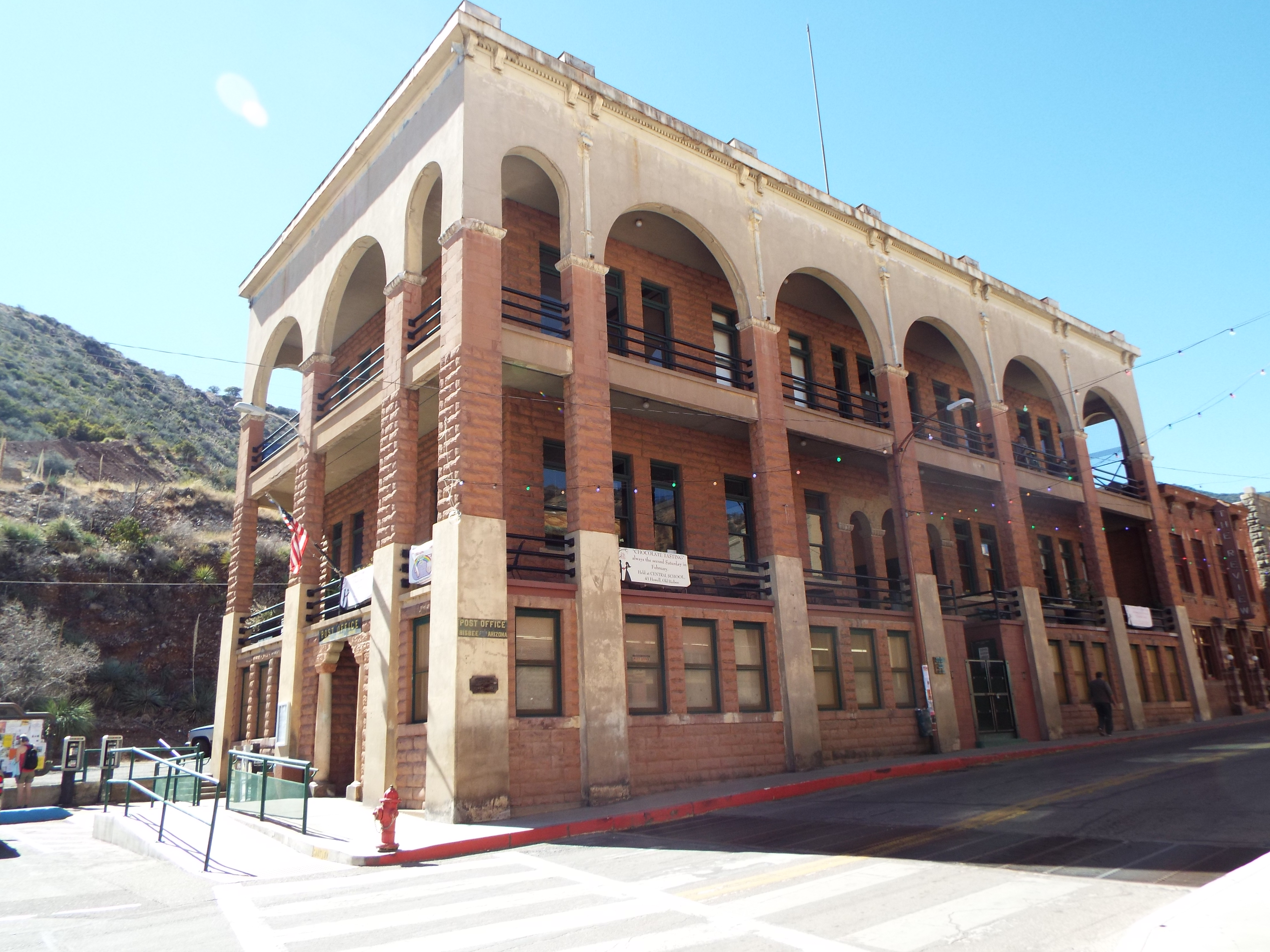
Post Office (1900)

## Démographie
| 1890  | 1910  | 1920  | 1930  | 1940  | 1950  |
| ----- | ----- | ----- | ----- | ----- | ----- |
| 1 535 | 9 019 | 9 205 | 8 023 | 5 853 | 3 801 |

| 1960  | 1970  | 1980  | 1990  | 2000  | 2010  |
| ----- | ----- | ----- | ----- | ----- | ----- |
| 9 914 | 8 328 | 7 154 | 6 288 | 6 090 | 5 575 |